# Acropora indiana
Acropora indiana är en korallart som beskrevs av Wallace 1994. Acropora indiana ingår i släktet Acropora och familjen Acroporidae. Inga underarter finns listade i Catalogue of Life.